# Caravan (brano musicale)
Caravan è un famoso standard jazz composto da Juan Tizol e Duke Ellington ed eseguito per la prima volta da Duke Ellington nel 1937. Il testo fu composto da Irving Mills. Il carattere suggestivo e medio-orientale del tema fa sì che venga spesso ripreso come commento musicale a scene "esotiche".

## Prima incisione

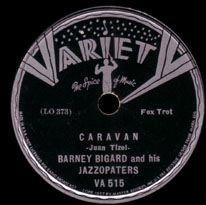
La prima incisione di Caravan

- Barney Bigard and His Jazzopators

### Musicisti
- Cootie Williams – tromba
- Juan Tizol – trombone
- Barney Bigard – clarinetto
- Harry Carney – sassofono baritono
- Duke Ellington – pianoforte
- Billy Taylor – contrabbasso
- Sonny Greer – batteria

Caravan fu incisa per la prima volta nel 19 dicembre 1936 da "Barney Bigard and His Jazzopators", a Hollywood. Delle due tracce registrate solo la prima (Variety VA-515-1) fu poi pubblicata.
Sul versante vocale, il più grande successo la canzone lo ebbe con Billy Eckstine, che solo nella metà dei Quaranta, quando uscì, vendette oltre un milione di copie.

## Versioni notevoli

Duke Ellington, autore di Caravan con Juan Tizol

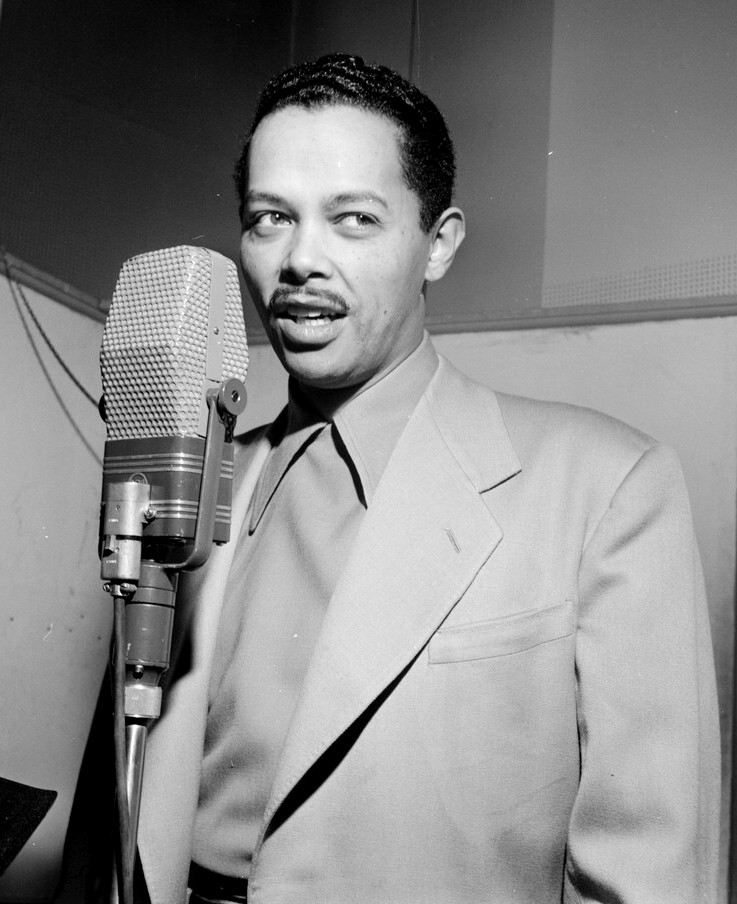
Billy Eckstine, alla metà degli anni 40, ottenne un grande successo commerciale con la sua versione cantata

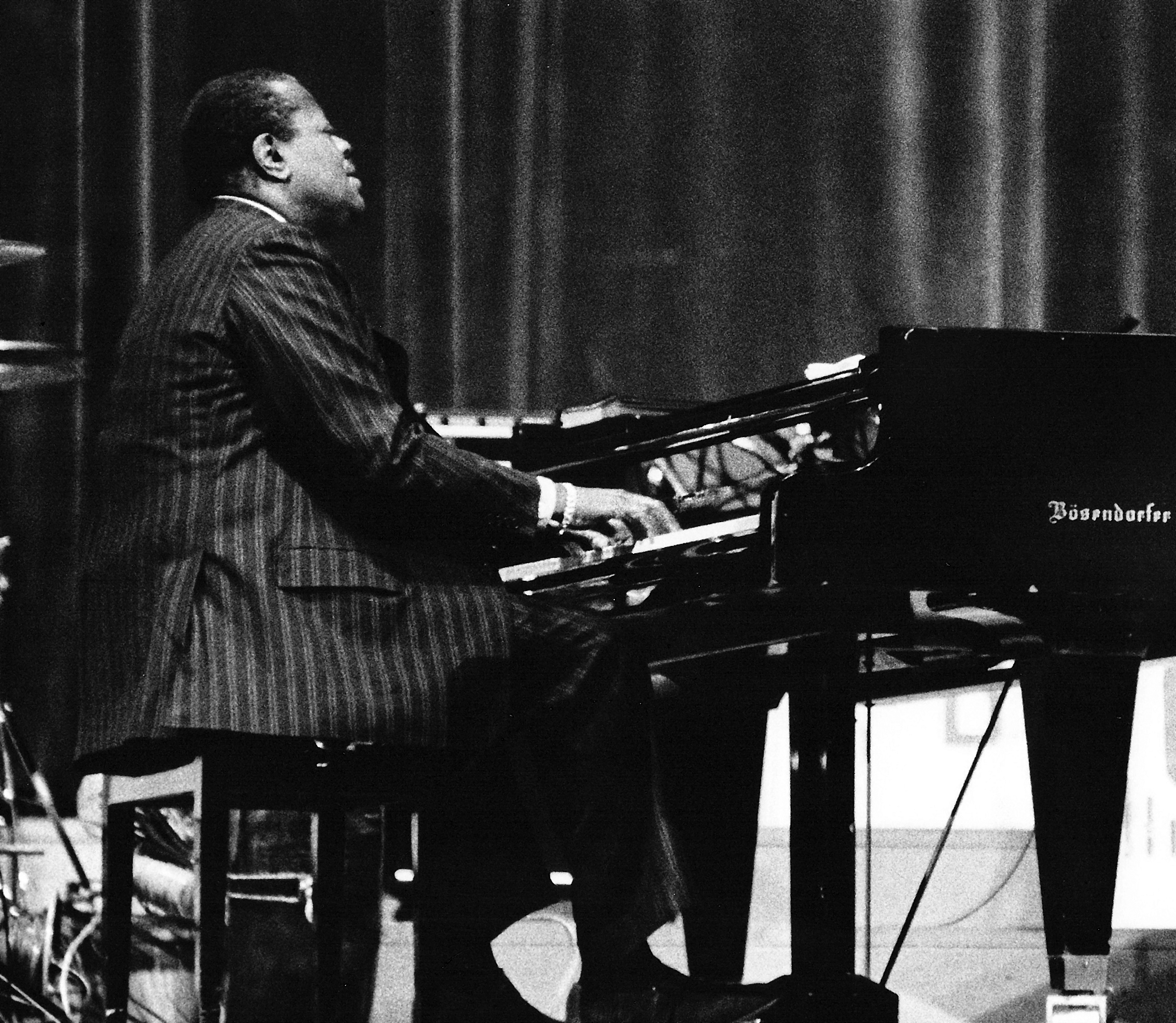
La versione di Oscar Peterson risale al 1974

- Barney Bigard and His Jazzopators – Hollywood, December 19, 1936[1]
- Duke Ellington – New York, 14 maggio 1937[1]
- Art Tatum – Los Angeles, aprile–luglio 1940[1]
- Dizzy Gillespie – 25 ottobre 1951[1]
- Clifford Brown – 11 agosto 1954[2]
- Thelonious Monk – Thelonious Monk Plays Duke Ellington, Hackensack, New Jersey, 27 luglio 1955[1]
- Nat King Cole – After Midnight, Los Angeles, 14 settembre 1956[1]
- Santo & Johnny – Santo & Johnny (1959)
- The Ventures – Walk, Don't Run, 1960
- Nelson Riddle – Love Tide, 1961
- Art Blakey and the Jazz Messengers – Caravan, New York, 23 ottobre 1962[1]
- Bill Haley and His Comets — registrarono due divers versioni per la messicana Orfeon Records nel 1962 e nel 1966, e numerosi live pubblicati da Roulette Records nel 1962
- Duke Ellington, Charles Mingus & Max Roach — Money Jungle, 1963
- Wes Montgomery – Movin' Wes, New York, 16 novembre 1964[1]
- Oscar Peterson e Dizzy Gillespie, Londra, 28–29 novembre 1974[1]
- Chet Atkins e Les Paul — Chester and Lester, 1976
- Art Pepper – Friday Night at the Village Vanguard, New York, 29 luglio 1977[1]
- Milt Jackson — Mostly Duke, 1982
- Monty Alexander — Duke Ellington Songbook, 1983
- Ryo Kawasaki – Lucky Lady 1983
- Wynton Marsalis –  Marsalis Standard Time, Vol. I, New York, 29-30 maggio 1986 e 24-25 settembre 1986
- Gonzalo Rubalcaba – Inner Voyage (album), Blue Note, 1989
- Rabih Abou-Khalil – Roots & Sprouts, 1990
- Medeski Martin & Wood – Notes from the Underground, New York, 15-16 dicembre 1991[1]
- Thin White Rope – Squatter's Rights, Frontier Records, 1991
- Louis Sclavis Sextet – Ellington on the air, 1991
- Michel Camilo – Rendezvous, New York, 18-20 gennaio 1993[1]
- Dave Grusin – Homage to Duke, 1992
- Michel Petrucciani –  Solo Live in Germany, 1997
- Chicago – Night & Day: Big Band, 1995
- Dee Dee Bridgewater – Prelude to a Kiss: The Duke Ellington Album, 1996
- Jimi Tenor – Intervision, 1997
- Danny Gatton – In Concert 6 maggio 1997
- Abdullah Ibrahim – Ode to Duke Ellington, 1998
- Chucho Valdés — Briyumba palo Congo, 1999
- Russell Gunn — Ethnomusicology, Vol. 2, 2001
- The Brian Setzer Orchestra – Jumpin' East of Java, 2001
- Fanfare Ciocărlia – Gili Garabdi – Ancient Secrets of Gypsy Brass, 2005
- Avishai Cohen – As Is...Live at the Blue Note, 2007
- Jacky Terrasson – Mirror, 2007

Il brano è eseguito più volte anche nel film Whiplash, vincitore di tre Premi Oscar.